# Sanom (huyện)
Sanom (tiếng Thái: สนม) là một huyện (amphoe) ở phía bắc của tỉnh Surin, đông bắc Thái Lan.

## Lịch sử
Tên ban đầu của thị xã chính là Ban Nong Sanom (บ้านหนองสนม) thuộc mueang Surin. Năm 1893, đơn vị này được chuyển qua cho mueang Rattanaburi, nay là huyện Rattanaburi.
Tiểu huyện (king amphoe) Sanom được thành lập ngày 1 tháng 7 năm 1971, khi 5 tambon Sanom, Khaen, Na Nuan, Nong Rakhang và Phon Ko được tách ra từ Rattanaburi. Đơn vị này đã được nâng cấp thành huyện ngày 12 tháng 4 năm 1977.

## Địa lý
Các huyện giáp ranh (từ phía bắc theo chiều kim đồng hồ) là: Rattanaburi, Non Narai, Samrong Thap, Sikhoraphum, Chom Phra và Tha Tum.

## Hành chính
Huyện này được chia thành 7 phó huyện (tambon), các đơn vị này lại được chia ra thành 78 làng (muban). Sanom là một thị trấn (thesaban tambon) nằm trên một phần của tambon Sanom. Có 7 Tổ chức hành chính tambon.
| STT. | Tên          | Tên Thái | Số làng | Dân số |  |
| ---- | ------------ | -------- | ------- | ------ |  |
| 1.   | Sanom        | สนม      | 12      | 9.272  |  |
| 2.   | Phon Ko      | โพนโก    | 12      | 7.341  |  |
| 3.   | Nong Rakhang | หนองระฆัง | 8       | 4.489  |  |
| 4.   | Na Nuan      | นานวน    | 13      | 5.989  |  |
| 5.   | Khaen        | แคน      | 14      | 9.063  |  |
| 6.   | Hua Ngua     | หัวงัว     | 8       | 4.365  |  |
| 7.   | Nong I Yo    | หนองอียอ  | 11      | 4.749  |  |